# ビフォー・ストーンウォール
『ビフォー・ストーンウォール』（原題: Before Stonewall）は、1984年製作のアメリカ合衆国のドキュメンタリー映画。
日本では、1993年に第2回東京国際レズビアン&ゲイ映画祭にて上映された。

## キャスト
- アレン・ギンズバーグ
- アン・バノン

## 外部リン ク
- 1993年(第2回)東京国際レズビアン&ゲイ映画祭